# Cascada Smolare
Cascada de Smolare (en macedonio: Смоларски Водопад) es una de las cascadas más altas en Macedonia del Norte, cayendo desde una altura de 39,5 metros (129,5 pies). Se encuentra cerca del pueblo de Smolare en el municipio de Novo Selo en el sureste del país.
La cascada forma parte del río Lomnica y se encuentra en las profundidades de la montaña Belasica a una altitud de 630 metros. Esta cascada es visitada por los turistas durante todo el año, en gran parte en tren.